# Eunice cincta
Eunice cincta är en ringmaskart som först beskrevs av Johan Gustaf Hjalmar Kinberg 1865.  Eunice cincta ingår i släktet Eunice och familjen Eunicidae. Inga underarter finns listade i Catalogue of Life.